# Референдумы в Лихтенштейне (1947)
Референдумы в Лихтенштейне проходили 10 января и 15 июня 1947 года. В январе прошёл референдум по уменьшению налогов. Предложение было одобрено 58,7 % голосов избирателей. В июне проводился референдум, касавшийся закона об электростанциях, который был одобрен 91 %.

## Контекст
Январский референдум проходил по народной инициативе по изменению ставок налога на имущество и подоходного налога.
В декабре 1945 года Ландтаг увеличил налог на имущество до 0,12 % и подоходный налог до 1,6 %. По народной инициативе, представленной в ноябре 1946 года, предлагалось вернуться к прежним ставкам 0,075 % и 1 %, соответственно. После сбора подписей инициатива направилась в Ландтаг в соответствии со статьей № 64.2 Конституции. Парламент отклонил его 18 декабря 1946 года, что привело к референдуму.
Июньский референдум был посвящён строительству новой электростанции и созданию государственной управляющей компании электростанций страны.
Лихтенштейн уже в 1925 году провёл референдум о строительстве первой электростанции в Лавене. 24 апреля 1947 года парламент принял решение о выделении 7,5 млн швейцарских франков для строительства новой электростанции и в то же время об учреждении акционерного общества электростанций Лихтенштейна с капиталом 5 млн швейцарских франков. Это был факультативный референдум парламентского происхождения. Учитывая высокую стоимость проекта, Ландтаг решил представить законопроект на голосование в рамках статьи № 66 Конституции.

## Результаты

### Снижение налогов
| Выбор                               | Голоса | %    |
| ----------------------------------- | ------ | ---- |
| За                                  | 1 498  | 58,7 |
| Против                              | 1 052  | 41,3 |
| Недействительных/пустых бюллетеней  | 147    | -    |
| Всего                               | 2 697  | 100  |
| Зарегистрированных избирателей/Явка | 3 218  | 83,8 |
| Источник: Démocratie Directe        |        |      |

### Закон об электростанциях
| Выбор                               | Голоса | %    |
| ----------------------------------- | ------ | ---- |
| За                                  | 2 173  | 91,0 |
| Против                              | 216    | 9,0  |
| Недействительных/пустых бюллетеней  | 174    | -    |
| Всего                               | 2 563  | 100  |
| Зарегистрированных избирателей/Явка | 3 203  | 80,0 |
| Источник: Démocratie Directe        |        |      |